# Lijst van rijksmonumenten in Dronrijp
De plaats Dronrijp telt 41 inschrijvingen in het rijksmonumentenregister. Hieronder een overzicht. 
| Object | Oorspronkelijke functie?  | Bouwjaar                                                                                          | Architect                                        | Locatie                                                 | Coördinaten?                  | Nr.?   | Afbeelding |
| --- | ------------------------- | ------------------------------------------------------------------------------------------------- | ------------------------------------------------ | ------------------------------------------------------- | ----------------------------- | ------ | --- |
| Dorpshuis met door pilasters geflankeerde ingang onder schilddak met grote versierde dakkapel en twee topschoorstenen met borden                       | Vergadering en vereniging | 1732                                                                                              |                                                  | Brêgebuorren 9                                          | 53° 11' 32" NB, 5° 38' 37" OL | 28587  | Meer afbeeldingen |
| Dubbel dorpshuis onder zadeldak met schoorsteen tussen zijtopgevels                                                                                    | Woonhuis                  |                                                                                                   |                                                  | Brêgebuorren 13                                         | 53° 11' 33" NB, 5° 38' 36" OL | 28588  | Meer afbeeldingen |
| Pand met omlopende houten goot onder laag zadeldak tegen voortopgevel en achter een gevel met Vlaamse top                                              | Winkel                    |                                                                                                   |                                                  | Brêgebuorren 21                                         | 53° 11' 33" NB, 5° 38' 35" OL | 28589  | Meer afbeeldingen |
| De Posthoorn | Werk-woonhuis             | 18e eeuw                                                                                          |                                                  | Brêgebuorren 10                                         | 53° 11' 35" NB, 5° 38' 37" OL | 28590  | Meer afbeeldingen |
| Vredenhof | Sociale zorg, liefdadigh. | 1744 1845 (uitbr.)                                                                                |                                                  | Dûbelestreek 19-29                                      | 53° 11' 31" NB, 5° 38' 34" OL | 28591  | Meer afbeeldingen |
| Alma Tademahuis | Woonhuis                  | late 18e eeuw                                                                                     |                                                  | Dûbelestreek 2                                          | 53° 11' 33" NB, 5° 38' 34" OL | 28592  | Meer afbeeldingen |
| Osinga State | Tuin, park en plantsoen   | ca. 1875                                                                                          |                                                  | Hearewei 29                                             | 53° 11' 43" NB, 5° 38' 42" OL | 28594  | Meer afbeeldingen |
| Eenvoudig pand onder zadeldak tussen twee topgevels, waarschijnlijk het voorhuis van een boerderij                                                     | Boerderij                 | 1769                                                                                              |                                                  | Heechpaed 2                                             | 53° 11' 50" NB, 5° 38' 40" OL | 28595  | Meer afbeeldingen |
| Hobbema State | Boerderij                 |                                                                                                   |                                                  | Hobbemasingel 8                                         | 53° 11' 41" NB, 5° 38' 33" OL | 28596  | Meer afbeeldingen |
| Kop-hals-rompboerderij met onderkelderd voorhuis en ingang met bordes aan de zijkant tussen twee topgevels waarvan de voorste met schoorsteen met bord | Boerderij                 | 1813                                                                                              |                                                  | Holpaed 18                                              | 53° 11' 26" NB, 5° 38' 43" OL | 28597  | Meer afbeeldingen |
| Hommema State | Boerderij                 | 1824                                                                                              |                                                  | Keimptilsterdyk 2                                       | 53° 10' 46" NB, 5° 37' 55" OL | 28598  | Meer afbeeldingen |
| Stichtingssteen van de Weduwenhof | Gedenkteken               | 1608 ca. 1900 (pand)                                                                              |                                                  | Skilpaed 28                                             | 53° 11' 38" NB, 5° 38' 36" OL | 28599  | Meer afbeeldingen |
| Eenvoudig dorpshuis onder zadeldak tussen zijtopgevels met schoorstenen waarop borden                                                                  | Woonhuis                  |                                                                                                   |                                                  | Skilpaed 31                                             | 53° 11' 35" NB, 5° 38' 36" OL | 28600  | Eenvoudig dorpshuis onder zadeldak tussen zijtopgevels met schoorstenen waarop borden                                                       |
| Groot dorpshuis met ingang met Vlaamse top onder zadeldak tussen topgevels waarop hoekschoorstenen met borden (vormt een geheel met nr. 34)            | Woonhuis                  | ca. 1750                                                                                          |                                                  | Skilpaed 32                                             | 53° 11' 37" NB, 5° 38' 36" OL | 28601  | Groot dorpshuis met ingang met Vlaamse top onder zadeldak tussen topgevels waarop hoekschoorstenen met borden (vormt een geheel met nr. 34) |
| Groot dorpshuis met ingang met Vlaamse top onder zadeldak tussen topgevels waarop hoekschoorstenen met borden (vormt een geheel met nr. 32)            | Woonhuis                  | ca. 1750                                                                                          |                                                  | Skilpaed 34                                             | 53° 11' 36" NB, 5° 38' 35" OL | 28602  | Groot dorpshuis met ingang met Vlaamse top onder zadeldak tussen topgevels waarop hoekschoorstenen met borden (vormt een geheel met nr. 32) |
| De Oorebyt | Bedrijfs-,fabriekswoning  | 1731                                                                                              |                                                  | Tichelwurk 11-12                                        | 53° 11' 39" NB, 5° 38' 4" OL  | 28603  | Upload foto |
| Salviuskerk. Hervormde kerk, toren en kerkhof (d' Alde Wite)                                                                                           | Kerk en kerkonderdeel     | 1504 (verb. van oudere romaanse kerk) 1544 (toren) 1650 (ingangen koor en schip)                  |                                                  | Tsjerkebuorren 1                                        | 53° 11' 48" NB, 5° 38' 35" OL | 28604  | Meer afbeeldingen |
| Langgerekt pand zonder verdieping onder pannen zadeldak tussen puntgevels met vlechtingen                                                              | Woonhuis                  |                                                                                                   |                                                  | Tsjerkebuorren 3                                        | 53° 11' 48" NB, 5° 38' 42" OL | 28605  | Meer afbeeldingen |
| Hervormde kerk, kosterij | Woonhuis                  |                                                                                                   |                                                  | Tsjerkebuorren 7                                        | 53° 11' 47" NB, 5° 38' 38" OL | 28606  | Meer afbeeldingen |
| Eenvoudig pand met vensters met roeden onder schilddak                                                                                                 | Woonhuis                  | 1744                                                                                              |                                                  | Tsjerkebuorren 13                                       | 53° 11' 47" NB, 5° 38' 38" OL | 28607  | Meer afbeeldingen |
| Voorm. kantongerecht | Gerechtsgebouw            | late 18e eeuw                                                                                     |                                                  | Tsjerkebuorren 12                                       | 53° 11' 46" NB, 5° 38' 34" OL | 28608  | Meer afbeeldingen |
| Eenvoudig pand onder dwars zadeldak | Dienstwoning              |                                                                                                   |                                                  | Tsjerkebuorren 16                                       | 53° 11' 46" NB, 5° 38' 35" OL | 28609  | Meer afbeeldingen |
| Woonhuis met vier zesruitsvensters onder dwars zadeldak tussen topgevels met boven de voorgevel een Vlaamse top                                        | Woonhuis                  | late 18e eeuw                                                                                     |                                                  | Tsjerkebuorren 42                                       | 53° 11' 44" NB, 5° 38' 38" OL | 28610  | Meer afbeeldingen |
| De Poelen | Industrie- en poldermolen | 1850 1984-'85 (rest.)                                                                             |                                                  | Puoldyk 39                                              | 53° 11' 34" NB, 5° 40' 13" OL | 28612  | Meer afbeeldingen |
| Kingmatille | Industrie- en poldermolen | 1870 1987 (verplaatst)                                                                            |                                                  | bij Keimptilsterdyk 12                                  | 53° 11' 8" NB, 5° 36' 58" OL  | 28614  | Meer afbeeldingen |
| Hatsumermolen | Industrie- en poldermolen | 1878 (oorspr.) 1988-'89 (rest.)                                                                   |                                                  | nabij Keimptilsterdyk 2                                 | 53° 10' 47" NB, 5° 37' 47" OL | 28615  | Meer afbeeldingen |
| Terp | Archeologisch monument    | begin jaartelling                                                                                 |                                                  | ten westen van het zuidelijke einde van de Lytsebuorren | 53° 11' 4" NB, 5° 38' 21" OL  | 45661  | Upload foto |
| Terp | Archeologisch monument    | begin jaartelling                                                                                 |                                                  | ten westen van Schatzenburg                             | 53° 12' 9" NB, 5° 38' 48" OL  | 45662  | Upload foto |
| Hervormde kerk, hekwerk met in aanleg oudere keermuur en dorpspomp                                                                                     | Straatmeubilair           | 19e eeuw                                                                                          |                                                  | bij Tsjerkebuorren 1                                    | 53° 11' 48" NB, 5° 38' 35" OL | 413730 | Upload foto |
| Maria Geboortekerk | Kerk en kerkonderdeel     | 1839 1939 (toren, verlenging schip)                                                               | A. van der Moer (1839) J.M. van Hardeveld (1939) | Dûbelestreek 14                                         | 53° 11' 31" NB, 5° 38' 32" OL | 508677 | Meer afbeeldingen |
| R.K. Kerk Maria Geboorte, pastorie | Kerkelijke dienstwoning   | 1939                                                                                              | J.M. van Hardeveld                               | Dûbelestreek 16                                         | 53° 11' 31" NB, 5° 38' 32" OL | 508678 | R.K. Kerk Maria Geboorte, pastorie |
| Rentenierswoning in eclectische stijl met neo-renaissance elementen                                                                                    | Woonhuis                  | 1905 1915 (serre)                                                                                 | S. Feikema                                       | Hearewei 31                                             | 53° 11' 45" NB, 5° 38' 44" OL | 508680 | Rentenierswoning in eclectische stijl met neo-renaissance elementen                                                                         |
| Rentenierswoning, schuur in ambachtelijk-traditionele stijl                                                                                            | Boerderij                 | ca. 1915                                                                                          |                                                  | bij Hearewei 31                                         | 53° 11' 45" NB, 5° 38' 44" OL | 508681 | Upload foto |
| Hervormde kerk, pastorie | Dienstwoning              | 1875 1938 (verb.)                                                                                 |                                                  | Hearewei 35                                             | 53° 11' 47" NB, 5° 38' 44" OL | 508685 | Hervormde kerk, pastorie |
| Vredenhof, uitbreiding | Sociale zorg, liefdadigh. | 1872 (1e blok en portierswoning) 1873 (2e blok) 1876 (3e blok) ca. 1950-1959 (verb.) 1980 (verb.) | C.S. Reitsma (1872-'76)                          | It Heech 6-40                                           | 53° 11' 29" NB, 5° 38' 31" OL | 508686 | Meer afbeeldingen |
| Aurelia | Woonhuis                  | 1915                                                                                              | S. Feikema                                       | Brêgebuorren 6                                          | 53° 11' 34" NB, 5° 38' 38" OL | 508687 | Meer afbeeldingen |
| Schatzenburg, hoofdgebouw | Kasteel, buitenplaats     | 1725-'27 (fundering ouder) 1999-2000 (rest.)                                                      |                                                  | Eastryp 2                                               | 53° 12' 9" NB, 5° 38' 59" OL  | 513997 | Meer afbeeldingen |
| Schatzenburg, park en tuin | Tuin, park en plantsoen   | 1839-'87                                                                                          | L.P. Roodbaard                                   | bij Eastryp 2                                           | 53° 12' 9" NB, 5° 39' 1" OL   | 513999 | Meer afbeeldingen |
| Schatzenburg, toegangshek | Erfscheiding              | ca. 1940                                                                                          |                                                  | bij Eastryp 2                                           | 53° 12' 8" NB, 5° 39' 5" OL   | 514000 | Meer afbeeldingen |
| Schatzenburg, tuinbeeld | Tuin, park en plantsoen   | 1775-1800                                                                                         |                                                  | bij Eastryp 2                                           | 53° 12' 8" NB, 5° 39' 1" OL   | 514001 | Meer afbeeldingen |
| Schatzenburg, voorm. tuinmanswoning (Huisje Giesing)                                                                                                   | Bijgebouwen kastelen enz. | ca. 1846 1984 (renov.)                                                                            |                                                  | bij Eastryp 2                                           | 53° 12' 9" NB, 5° 39' 1" OL   | 514002 | Meer afbeeldingen |